# Abel Resino
Abel Resino González, appelé plus couramment Abel (surnommé El Gato, « le chat », dû à ses réflexes) (né le 2 janvier ou le 2 février 1960 à Velada dans la province de Tolède), est un footballeur international espagnol qui évolue au poste de gardien de but entre 1979 et 1996. Il est désormais entraîneur.

## Biographie

### Joueur
Né à Velada près de Tolède, Abel arrive au Club Atlético de Madrid en 1982 en provenance du CD Ciempozuelos, après avoir joué au CD Toledo, mais doit attendre cinq années (quatre d'entre elles où il joue avec l'équipe réserve) avant de devenir le gardien titulaire. Il joue en tout près de 300 matchs pour le club, les aidant à remporter entre autres deux Copa del Rey.
Abel détient le record du nombre de minutes en D1 espagnole sans encaisser de but, avec 1275 minutes (925 minutes toutes compétitions confondues), avant de céder face à Luis Enrique du Sporting de Gijón le 19 mars 1991. Son record était également européen sur une saison jusqu'en 2009, où le gardien néerlandais Edwin van der Sar de l'équipe de Premier League Manchester United ne le batte contre Fulham.
Il quitte les Colchoneros avant le doublé de la saison 1995–96, et part finir sa carrière près de Madrid, au Rayo Vallecano, les aidant à retrouver la D1 en 1996–97. 
Il joue deux matchs amicaux en 1991 avec l'Espagne, le premier le 27 mars, lors d'une défaite 2–4 contre la Hongrie.

### Entraîneur
Après sa retraite, Abel retourne à l'Atlético, à plusieurs postes (entraîneur des gardiens, directeur sportif). En 2005, il commence sa carrière d'entraîneur, en seconde division avec le Ciudad de Murcia, les faisant finir à la 4e place en 2005–2006.
Abel prend ensuite les rênes du Levante UD. Après avoir pris la relève de Juan Ramón López Caro au cours de la saison 2006-07, il aide l'équipe à éviter la relégation. Mais avec sept matchs dont six défaites lors de la saison suivante, il est limogé.
Après une demi-saison au second niveau avec le CD Castellón, Abel retrouve son Atlético, remplaçant Javier Aguirre en février 2009, et qualifie le club pour la Ligue des champions 2009-2010, où il obtient une revalorisation de son contrat.
Le 23 octobre 2009, Abel Resino est limogé du club pour cause de mauvais résultats, avec seulement une victoire lors de la saison 2009–10 en sept matchs, avec notamment une défaite 0–4 en phase de poule de la Ligue des champions contre Chelsea,.
Il prend ensuite le poste d'entraîneur du Real Valladolid de décembre 2010 à juin 2011. Le 25 janvier 2012, il est nommé entraîneur du Grenade CF et parvient à maintenir le club andalou en première division. Le 6 juin 2012, il quitte Grenade CF. Le 18 février 2013, il est nommé entraîneur du Celta de Vigo. Après avoir évité la relégation du club de justesse lors de la dernière journée de championnat, Abel Resino quitte le Celta en juin 2013.
Le 19 janvier 2015, il effectue son retour au Grenade CF à la suite du limogeage de Joaquín Caparrós. Abel a le même objectif que la dernière fois : maintenir le club andalou en première division. Il est limogé le 30 avril 2015 après la 34e journée de championnat alors que Grenade occupe l'avant-dernière place au classement. Il est remplacé par José Ramón Sandoval.

## Clubs

### Comme entraîneur
- 2005 - 2006 :  Ciudad Murcie
- Janv. 2007 - Oct. 2007 : Levante UD
- Janv. 2008 - Fév. 2009 : CD Castellón
- Fév. 2009 - Oct. 2009 : Atlético Madrid
- Déc. 2010 - 2011 : Real Valladolid
- Jan. 2012 - Juin 2012 :Grenade CF
- Fév. 2013 - Juin 2013 : Celta de Vigo
- Janv. 2015 - Avril 2015 : Grenade CF

## Palmarès

### Joueur
- Atlético Madrid :
  - Coupe d'Espagne : 1990–91, 1991–92

### Distinctions Personnelles
Trophée Zamora: 1990, 1991
Membre du 11 de l'histoire de l'Atlético Madrid des internautes du club pour les 110 ans.